# Brian Goodwin

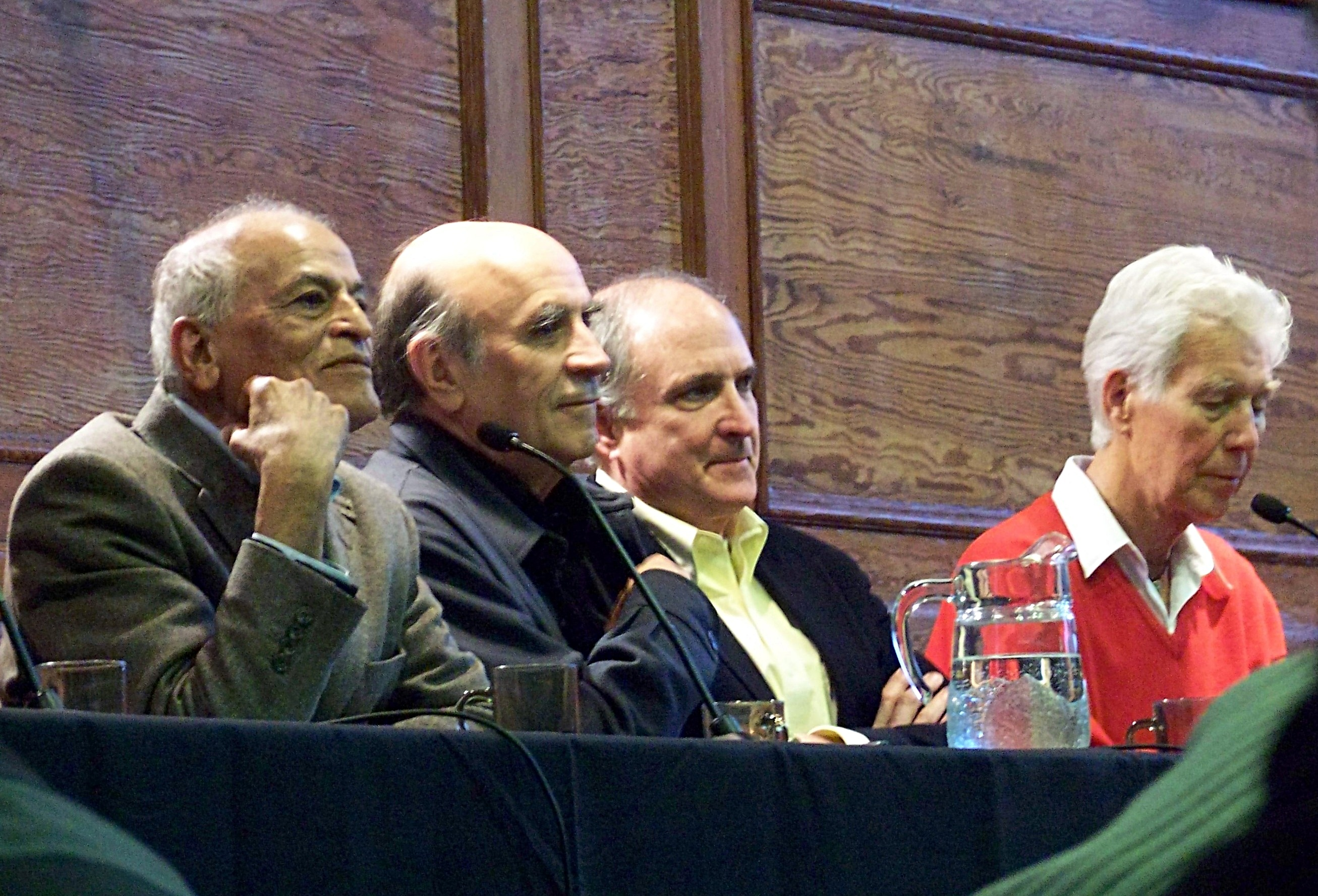
Brian Goodwin (rechts).

Brian Carey Goodwin (* 25. März 1931 in Sainte-Anne-de-Bellevue, Québec; † 15. Juli 2009 in Torbay) war ein kanadischer Mathematiker und Biologe.
Er studierte Biologie an der McGill University und wanderte dann nach Großbritannien aus, wo er in Oxford Mathematik studierte und in Edinburgh in Biologie und Mathematik promovierte. Er forschte und lehrte am MIT und an der Universität Sussex. An der Open University wirkte er als Professor für Biologie, bis er 1992 in den Ruhestand trat. Goodwin ist Gründungsmitglied des Santa Fe Institute und lehrte zuletzt ganzheitliche Wissenschaft am Schumacher College in Dartington, Devon.
Goodwin hat auf dem Gebiet der Theoretischen Biologie geforscht, die mathematische und physikalische Verfahren anwendet, um biologische Prozesse zu verstehen. Goodwins Spezialgebiete waren Morphogenese und Evolution. Zur Rolle der natürlichen Selektion hat er eine kritische Einschätzung entwickelt. Er trat dafür ein, Biologie aus der Sicht Komplexer Systeme zu erklären und dafür, Naturwissenschaften und Humanwissenschaften miteinander zu vereinen.

## Veröffentlichungen
- Signs of Life: How Complexity Pervades Biology, mit Ricard V. Sole, Basic Books, 2001, ISBN 0-465-01927-7.

- How the Leopard Changed its Spots: The Evolution of Complexity, Scribner, 1994, ISBN 0-02-544710-6
(deutsch: Der Leopard, der seine Flecken verliert. Piper, München 1997, ISBN 3-492-03873-5)

- Form and Transformation: Generative and Relational Principles in Biology, Cambridge Univ. Press, 1996.

- Mechanical Engineering of the Cytoskeleton in Developmental Biology (International Review of Cytology), mit Kwang W. Jeon und Richard J. Gordon, Academic Press, London 1994, ISBN 0-12-364553-0.

- Theoretical Biology: Epigenetic and Evolutionary Order for Complex Systems mit Peter Saunders, Edinburgh University Press, 1989, ISBN 0-85224-600-5.